# Juan de Cardona y de Navarra
Juan de Cardona y de Navarra (? - Ondara (Alicante), 6 de febrero de 1502) fue Señor de Guadalest. 

## Biografía
Era hijo de Hugo de Cardona y Gandía y de Blanca de Navarra. Se casó con Maria de Fajardo, hija del noble caballero Alfonso Yànez Fajardo, "*adelantado *mayor" del Reino de Murcia y de Maria de Quesada, con quien tuvo a Alfonso Folch de Cardona. El matrimonio se celebró por poderes en 1466 y la dote de la esposa fue de 2.500 florines de oro (27.500 sueldos) o lo que viene a ser lo mismo, 1.100.000 maravedís, valor que reunió aportando, además de dinero al contado, ajuar doméstico, joyas, rebaño y un "juro" (un tipo de deuda pública de la época) de 250.000 maravedís con su pensión anual de 25.000 maravedís. En 1484, se pleiteaba con Miquel Gilbert y Juan de Coloma por los lugares de Ador y de Palma de Gandía.
Juan de Cardona murió 36 años después, en 1502, pocos días después de haber vendido a la Duquesa de Gandía los lugares de Real de Gandía, Beniopa, Benicanena y Benipeixcar, situados en la huerta de Gandía. Algunos años antes había redactado su último testamento, el 13 de diciembre de 1479.